# Greg Rucka
Œuvres principales
- Checkmate (en)
- Gotham Central

Gregory Rucka, né le 29 novembre 1969 à San Francisco en Californie, est un auteur de roman policier et un scénariste de comics américain. Il est connu pour son travail sur des comics comme Action Comics, Batwoman, Detective Comics, ainsi que pour avoir créé la série Lazarus d'Image Comics et des romans policiers comme sa série Atticus Kodiak. Il a également écrit le scénario du film The Old Guard (2020), basé sur sa série de bandes dessinées du même nom.

## Biographie
Gregory Rucka amorce sa carrière littéraire par une série de romans noirs mettant en scène le personnage d'Atticus Kodiak. Les romans de la série Atticus Kodiak se distinguent par leur réalisme et leur souci du détail qui sont en partie le fruit de l'expérience de Rucka en tant qu'ambulancier. La série Atticus Kodiak consiste en sept romans dont seulement 4 ont été traduits en français. Greg Rucka a écrit six autres romans en-dehors de la série Atticus. Il est à noter que trois d'entre eux sont liés à la série comics Queen & Country.
En 1998, Greg Rucka débute dans l'industrie du comic books avec Whiteout. Whiteout se concentre sur un meurtre dans une base en Antarctique. Il a été suivi d'une suite, Whiteout: Melt.
La majorité du travail de Rucka tout au long des années 2000 a été pour DC Comics, où il a été impliqué dans les récits de leurs personnages les plus connus : Superman, Batman et Wonder Woman.
De 2002 à 2004, il réalise quelques travaux pour Marvel, notamment le début du troisième volume de Wolverine, Elektra et les mini-séries Ultimate Daredevil & Elektra.
Il a également travaillé pour Image Comics. Notamment avec sa série Queen & Country.
En 2017, Rucka a écrit la série The Old Guard, qui a été dessinée par Leandro Fernandez, colorisée par Daniela Miwa et publiée par Image Comics. En mars 2017, Skydance Productions a acheté les droits pour adapter le comics en un film du même nom. Rucka a écrit le scénario du film, qui est sorti sur Netflix en juillet 2020.
En juillet 2019, Rucka a commencé à écrire une série limitée de 12 numéros intitulée Lois Lane avec l'artiste Mike Perkins. En décembre 2019, Rucka a commencé à écrire un deuxième volume à The Old Guard intitulé The Old Guard : Force Multiplied.

## Œuvre

### Romans

#### SérieAtticus Kodiak
1. Protection rapprochée, Éditions du Masque, 2002 ((en) Keeper, 1996)Réédition chez J'ai lu no 7315 en 2004
2. La Pire des trahisons, Éditions du Masque, 2003 ((en) Finder, 1997)Réédition chez J'ai lu no 7537 en 2005
3. Écran de fumée, Éditions du Masque, 2004 ((en) Smoker, 1998)Réédition chez J'ai lu no 7537 en 2006
4. (en) Shooting at Midnight, 1999
5. Elle tue comme elle respire, Éditions du Masque, 2005 ((en) Critical Space, 2001)
6. (en) Patriot Acts, 2007
7. (en) Walking Dead, 2009

#### SérieJad Bell
1. (en) Alpha, 2012

#### SérieQueen & Country
1. (en) A Gentleman's Game, 2004
2. (en) Private Wars, 2005
3. (en) The Last Run, 2010

#### UniversPerfect Dark
1. (en) Initial Vector, 2005
2. (en) Second Front, 2007

#### UniversStar Wars
- La Cavale du contrebandier, Pocket Jeunesse, 2015 ((en) Smuggler's Run, 2015)
- Avant le réveil, Pocket Jeunesse, 2016 ((en) Before the Awakening, 2015)
- Gardiens des Whills, Pocket Jeunesse, 2017 ((en) Guardians of the Whills, 2017)

#### Romans indépendants
- Traquée par son passé, Librairie des Champs-Élysées, Le Masque no 2503, 2006 ((en) A Fistful of Rain, 2003)

### Comics
Oni Press (V.O.) - Akileos (V.F.)
- Queen and Country #1-32
- Whiteout

Marvel
- Black Widow "Break Down" #1-3, "Pale Little Spider" #1-3
- Spider-Man's Tangled Web #4
- Elektra and Wolverine: The Redeemer, a novella with illustrations by Yoshitaka Amano #1-3
- Spider-Man Quality of Life #1-4
- X-Men Unlimited #38
- Ultimate Daredevil and Elektra #1-4
- Elektra vol. 2 #7-22
- Marvel Knights Double Shot #3
- Marvel Double Shot #4
- Wolverine vol. 3 #1-19
- Daredevil vol. 2 #107-110 (with Ed Brubaker)
- I Am An Avenger #2
- Punisher vol. 8 #1-ongoing
- Spider-Island: I Love New York City #1
- Avenging Spider-Man #6

DC
- Batman (comic book) #565, 568, 572-574, 587
- Batman/Huntress: Cry for Blood #1-6 of 6
- Batman: Death and the Maidens #1-9 of 9
- Detective Comics #732, 735, 739-753, 755-775, 783 (Batman: Death and the Maidens backup story only in 783), 854-863 (Batwoman: Detective Comics)
- Adventures of Superman #626 (backup story), 627-638, 640-648
- The OMAC Project #1-6 of 6 and Infinite Crisis Special #1 of 1
- Wonder Woman (Vol. 2) #195-226
- Wonder Woman: The Hiketeia (original graphic novel, 2002)
- Gotham Central
  - In the Line of Duty
  - Unresolved Targets, (Ed Brubaker, Michael Lark & Stefano Gaudiano)
  - Dead Robin, (avec Ed Brubaker, Kano & Stefano Gaudiano) Ed Brubaker
- Checkmate (Vol. 2) #1-25
- 52 (Year-long weekly series starting May 2006, co-written with Geoff Johns, Grant Morrison and Mark Waid)
- The Question: The Five Books of Blood #1-5 of 5
- Final Crisis: Revelations #1-#5 of 5
- Final Crisis: Resist #1 of 1
- Superman: World of New Krypton #1-12 of 12 (co-written with James Robinson)
- Blackest Night: Wonder Woman #1-3

## Filmographie
- 2020 : The Old Guard de Gina Prince-Bythewood (scénariste)
- 2023 : Agent Stone (Heart of Stone) de Tom Harper (scénariste)
- 2023 : The Old Guard 2 de Victoria Mahoney (scénariste et producteur délégué)

## Distinctions
- 2000 : Prix Eisner de la meilleure mini-série pour Whiteout: Melt (avec Steve Lieber)
- 2002 : Prix Eisner de la meilleure nouvelle série pour Queen & Country (avec Steve Rolston)
- 2004 : Prix Eisner de la meilleure histoire à suivre pour Half a Life (Gotham Central no 6-10, avec Michael Lark)
- 2004 : Prix Harvey de la meilleure histoire pour Gotham Central no 6-10 (avec Michael Lark)
- 2006 : Prix du roman d'aventures pour Traquée par son passé
- 2010 : 2010 GLAAD Media Award pour comics remarquable (outstanding comic book) pour Detective Comics
- 2011 : Prix Eisner de la meilleure histoire courte pour « Post Mortem », dans I Am an Avenger no 2 (avec Michael Lark)